# Abmusterung (Druckindustrie)
Unter Abmusterung wird in der Druckindustrie der Vergleich eines Druckproduktes mit seiner Druckvorlage verstanden. Sie ist Bestandteil der innerbetrieblichen Qualitätskontrolle. Zu beachten sind dabei die Faktoren, von denen der Farbeindruck beeinflusst wird. Dazu zählen:
- Art der Lichtquelle
  - Durchsichtsvorlagen unter Normlicht D 50 (= 5000 K)
  - Aufsichtsvorlagen unter G 65 (= 6500 K)
  - ISO 3664 schreibt Normlicht D 50 (5 000 Kelvin) vor

- Unterlage
  - hell oder dunkel
  - DIN 6173 schreibt einen mittleren, matten, neutralgrauen Hintergrund vor.

- Betrachtung: Betrachtungswinkel und Beleuchtungsrichtung
- Individuelles Farbempfinden: abhängig von der Tageszeit und dem Alter des Betrachters

- Objektgröße: Größere bedruckte Flächen werden als leuchtender und intensiver empfunden als kleinere Flächen.

- Laufrichtung: gleiche Ausrichtung von mehreren Proben
- Oberfläche: Stark strukturierte Oberflächen wie beispielsweise Textilien werden vom menschlichen Auge anders bewertet als vom Messgerät.